# Босна и Херцеговина на Светском првенству у атлетици на отвореном 2005.
Босна и Херцеговина је на Светском првенству у атлетици на отвореном 2005. одржаном у Хелсинкију од 6.а до 14. августаа, учествовала седми пут под овим именом са једним атлетичарем, који су се такмичио у бацању кугле.
На овом првенству Босна и Херцеговина није освојила ниједну медаљу. Није било нових националних, личних и рекорда сезоне.
И после овог првенства Босна и Херцеговина се налазила у групи земаља које нису освајале медаље на светским првенствима

## Учесници
Мушкарци:
- Хамза Алић — Бацање кугле, АК Зеница из Зенице

## Резултати

### Мушкарци
| Атлетичар  | Лични рек.   | Дисциплина | Квалификације | Квалификације | Финале               | Финале        | Детаљи                                       |
| Атлетичар  | Лични рек.   | Дисциплина | Резултат      | Место         | Резултат             | Место         | Детаљи                                       |
| ---------- | ------------ | ---------- | ------------- | ------------- | -------------------- | ------------- | -------------------------------------------- |
| Хамза Алић | Бацање кугле | 19,49      | 18,77         | 11. у гр. Б   | Није се квалификовао | 24. / 27 (30) | Архивирано на веб-сајту (14. септембар 2017) |